# Mallos chamberlini
Mallos chamberlini là một loài nhện trong họ Dictynidae.
Loài này thuộc chi Mallos. Mallos chamberlini được miêu tả năm 1997 bởi Bond & Opell.